# Leucochimona lagora
Leucochimona lagora är en fjärilsart som beskrevs av Herrich-Schäffer 1850. Leucochimona lagora ingår i släktet Leucochimona och familjen Riodinidae. Inga underarter finns listade i Catalogue of Life.

## Bildgalleri

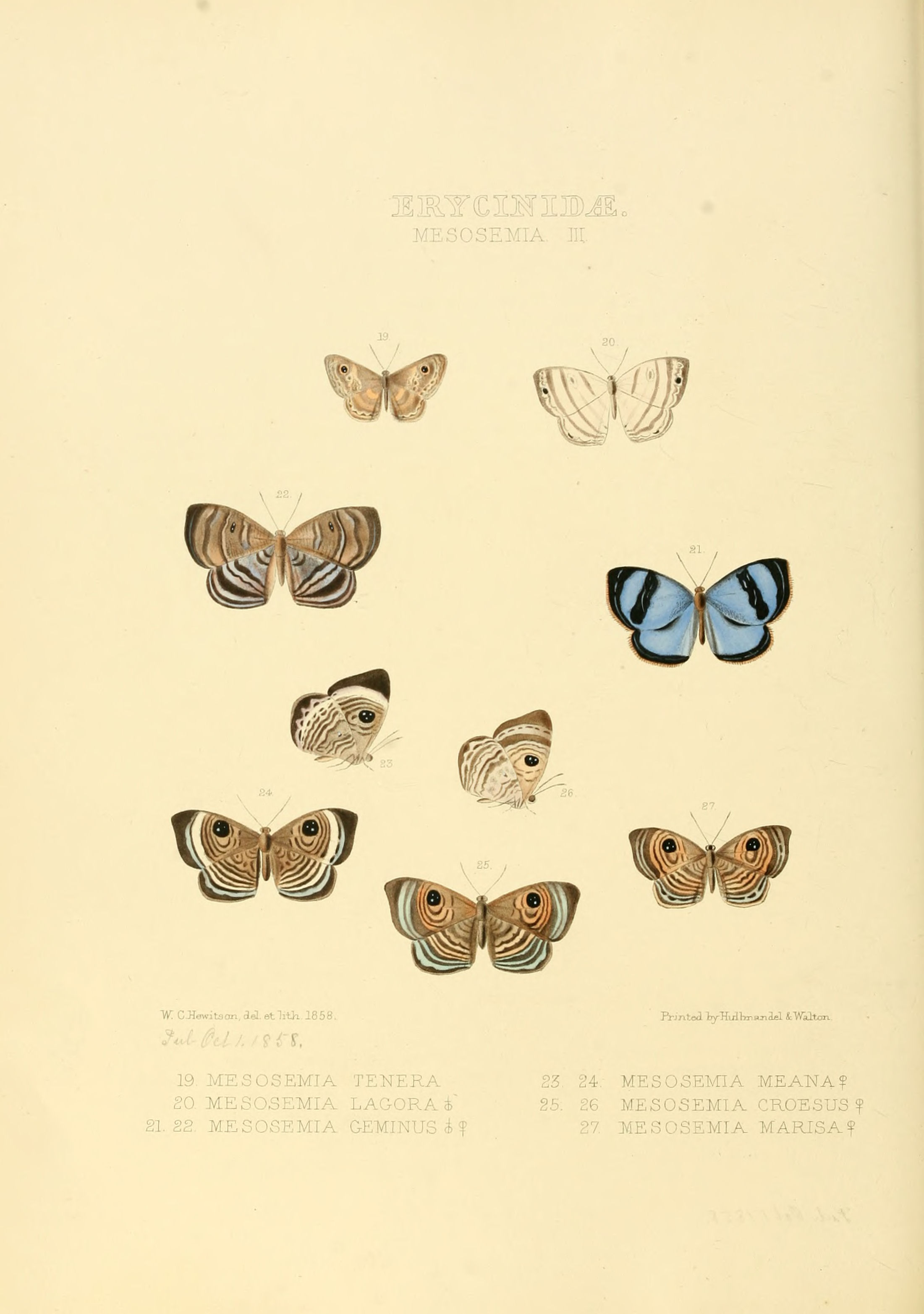